# 鞠安日出子
鞠安 日出子（まりあ ひでこ、1940年 - ）は、日本人画家。東方キリスト教学会会員。朝日カルチャーセンター講師。2004年に長野県宮田村にある別荘を改装し、「羊草庵 イコンの家」と名付けている。

## 経歴
1940年、長野県に生まれる。1962年、東京学芸大学美術科を卒業。1963年から1968年にかけてフランスパリに在住。1982年、春の院展初入選。1989年から1999年にかけて絵画療法士として社会福祉法人聖ヨハネ会桜町病院に勤務。1993年、日本美術院展初入選。1998年、上智大学神学部社会人講座卒業。日本美術院展入選2回、春の院展入選6回、大調和会展受賞2回、ブロードウェイ大賞展一席などの受賞歴がある。
当初は日本画を描いていたが、1992年よりイコンを描き始め、1997年からはイコンに専念する。その作品は「イコンの世界に身を置くことにより、描くことそのものが祈りとなり、芸術と宗教が一体化した世界」であり、同氏は「自分を無にしていく事で自己を見つめる事が出来、自己主張を捨てて宗教的エッセンスを映し出すもの」と語っている。
イコンの研究を目的にロシア、キプロス、ギリシャ、エジプトなどを歴訪し、駒ケ根高原美術館や丸善などで展覧会を開催するなど精力的な活動を行っている。2007年9月には『丸善丸の内本店3周年記念 鞠安日出子イコン展～神の国より、日本人によるイコノスタシス～』と題された展覧会において、総イコン数43点4段のイコノスタシスを一般に公開した。
著書には、詩集『神さまへの手紙』、随筆集『光の中を歩んで』、詩集『あなたへの手紙』、美術書『イコン 神の国に開かれた窓』などがある。